# Novovolynsk
Novovolynsk (em ucraniano:   Нововолинськ) é uma cidade da Ucrânia, situada no Oblast de Volínia. Tem 20 km² de área e sua população em 2020 foi estimada em 51.010 habitantes.